# Äärirajoille
Äärirajoille è un singolo del rapper finlandese Cheek, pubblicato il 2 luglio 2014 dalla Liiga Music. Le vendite del singolo incominciarono l'8 agosto, assieme alla sua pubblicazione su Spotify. Cheek stesso è l'autore del brano, aiutato da Antti Riihimäki e dal produttore musicale di Tampere MMEN.
Il brano è entrato nelle classifiche finlandesi nella 27ª settimana del 2014 raggiungendo la prima posizione nella classifica dei brani più scaricati.
Dal brano è stato girato un video musicale, pubblicato sull'account Vevo di YouTube del cantante, il 1 luglio 2014 e diretto da Hannu Aukia in Islanda. Il video vinse agli Emma gaala 2015 come "video dell'anno". 

## Tracce
1. Äärirajoille (feat. Cheek) – 3:32

## Classifiche
| Classifica (2015)    | Posizione massima |
| -------------------- | ----------------- |
| Finlandia            | 4                 |
| Finlandia (download) | 1                 |
| Finlandia (radio)    | 8                 |